# Marcello Piacentini
Marcello Piacentini (ur. 8 grudnia 1881 w Rzymie, zm. 19 maja 1960 tamże) – włoski architekt i urbanista, przedstawiciel modernizmu, teoretyk architektury.

## Życiorys
Marcello Piacentini był synem architekta Pio Piacentiniego. Studiował na Instytucie Sztuk Pięknych w Rzymie. W pierwszym okresie działalności projektował budowle pod wpływem modernizmu (m.in. kino Corso w Rzymie) i secesji wiedeńskiej, później inspirował go akademicki modernistyczny klasycyzm.

## Twórczość

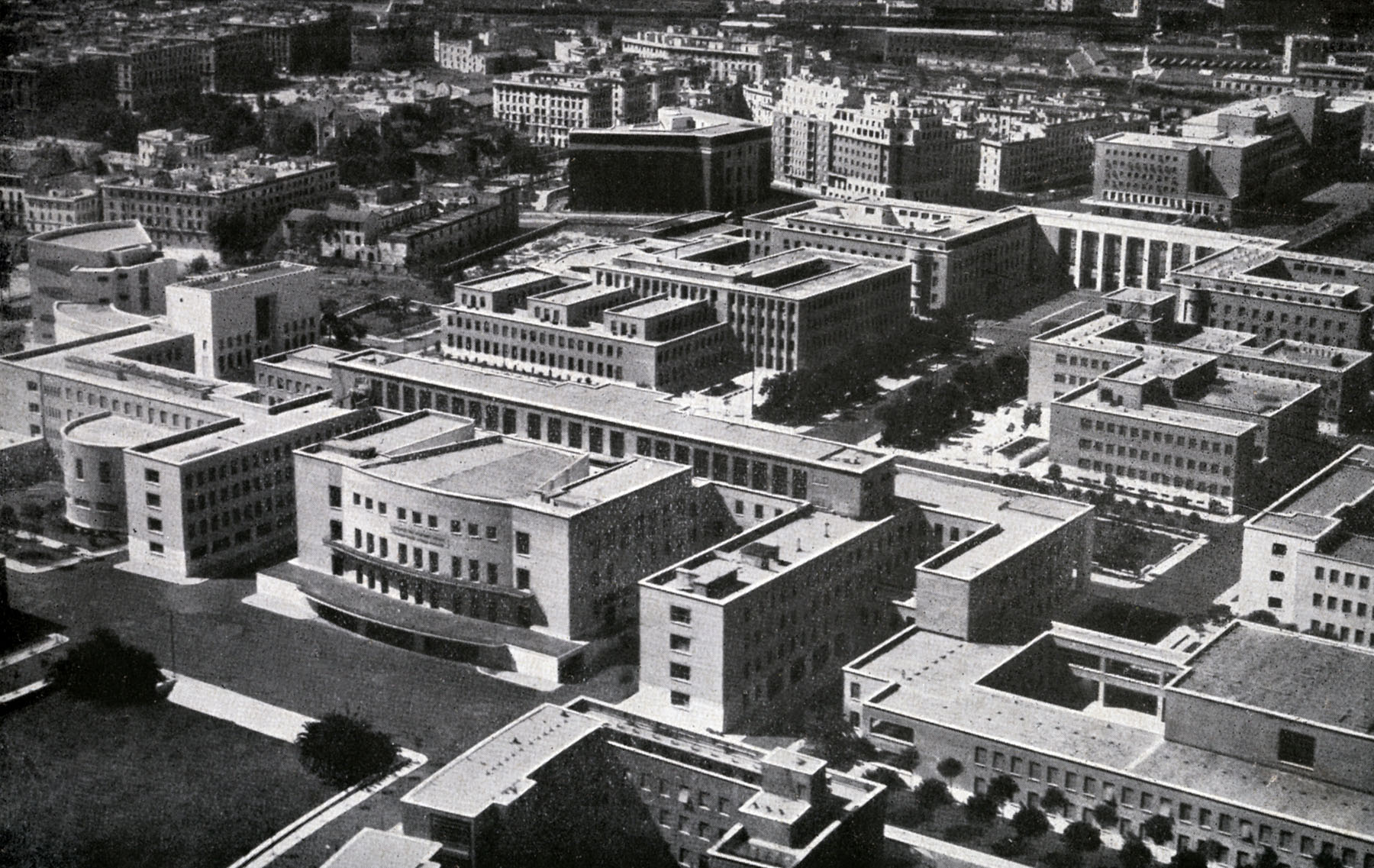
Miasteczko uniwersyteckie Uniwersytetu Rzymskiego (1938)

- Palazzo di Giustizia w Mesynie, 1912–1928
- Cinema Corso w Rzymie, 1915–1917
- Cinema Teatro Savoia we Florencji, 1922
- bazylika Najświętszego Serca Chrystusa Króla w Rzymie, 1920–1934
- Palazzo delle Corporazioni na via Veneto w Rzymie, 1931
- Museo Nazionale della Magna Grecia w Reggio Calabria, 1932–1941
- via della Conciliazione w Rzymie, 1936–1950
- plan Esposizione Universale di Roma (E42), 1938–1942
- Palazzo di Giustizia, Mailand, 1933